# Kimmie Rhodes
Kimmie Rhodes (Wichita Falls, 6 maart 1954) is een Amerikaanse countryzangeres uit Texas. Ze is getrouwd met dj en producer Joe Gracey, met wie ze een zoon heeft, Gabe Rhodes. Ze wonen in Austin.
Ze speelde samen met onder meer Willie Nelson, Waylon Jennings en Townes Van Zandt. Ze speelt in een band met haar man en zoon, maar soms ook met een andere bezetting. Kimmie speelt akoestische gitaar.
Naast haar muzikale carrière is Kimmie Rhodes ook toneelschrijver en actrice. In 1998 schreef ze de musical Small Town Girl.

## Discografie
- Kimmie Rhodes and the Jackalope Brothers, 1981
- Man In The Moon, 1985
- Angels Get The Blues, 1989
- West Texas Heaven, 1996
- Jackalopes, Moons & Angels, 1998
- Rich From the Journey, 2000
- Love Me Like A Song, 2002
- Picture In A Frame, 2003 (met Wille Nelson)
- Lost & Found, 2004
- Windblown, 2005
- "Walls fall down", 2008
- "Miracles on Christmas Day", 2010
- "Dreams of Flying", 2011